# Cavisomidae
Famille
Les Cavisomidae sont une famille d'acanthocéphales. Les acanthocéphales sont des vers à tête épineuse, c'est-à-dire de petits animaux vermiformes. Ils sont parasites de vertébrés et sont caractérisés par un proboscis rétractable portant des épines courbées en arrière qui leur permet de s'accrocher à la paroi intestinale de leurs hôtes.

## Liste des genres et des espèces
La famille des Cavisomidae comprend dix genres composés des espèces suivantes :
- Caballerorhynchus Salgado-maldonado, 1977

1. Caballerorhynchus lamothei Salgado-maldonado, 1977

- Cavisoma Van Cleve, 1931

1. Cavisoma magnum (Southwell, 1927) [1]

- Echinorhynchoides Achmerov, et al, 1941

1. Echinorhynchoides dogieli Achmerov, et al, 1941

- Femogibbosus Paruchin, 1973

1. Femogibbosus assi Paruchin, 1973

- Filisoma Van Cleve, 1928

1. Filisoma bucerium Van Cleve, 1940
2. Filisoma fidum Van Cleve et Manter, 1948
3. Filisoma hoogliensis Datta et Soota, 1962
4. Filisoma indicum Van Cleve, 1928
5. Filisoma micracanthi Harada, 1938
6. Filisoma rizalinum Tubangui et Masilungan, 1946
7. Filisoma scatophagusi Datta et Soota, 1962

- Megapriapus Golvan, et al, 1964

1. Megapriapus ungriai (Gracia-rodrigo, 196?)

- Neorhadinorhynchus Yamaguti, 1939

1. Neorhadinorhynchus aspinosus (Fukui et Morisita, 1937)
2. Neorhadinorhynchus atlanticus Gaevskaja, et al, 1977
3. Neorhadinorhynchus madagascariensis Golvan, 1969
4. Neorhadinorhynchus nudus

- Paracavisoma Kritscher, 1957

1. Paracavisoma chromitidis (Cable et Quick, 1954)

- Pseudocavisoma Golvan et Houin., 1964
- Rhadinorhynchoides Fukui et Morisita, 1937

1. Rhadinorhynchoides miyagawai Fukui et Morisita, 1937